# Ungvári
Az Ungvári régi magyar családnév, amely a származási helyre utalhat: Ungvár (Ukrajna, korábban Ung vármegye).

## Híres Ungvári nevű személyek
Ungvári
- Ungvári Lajos (1902–1984) szobrászművész
- Ungvári Tamás (1930–2019) író, műfordító, kritikus, irodalomtörténész, az irodalomtudományok kandidátusa
- Ungvári Miklós (1980) Európa-bajnok cselgáncsozó

Ungváry
- Ungváry László (1911–1982) színművész
- Ungváry Rudolf (1936) mérnök, író, könyvtáros
- Ungváry Krisztián (1969) történész